# Sigur Rós
Sigur Rós is een IJslandse postrockband. De groep bestaat uit zanger/gitarist Jón Þór 'Jónsi' Birgisson, en bassist Georg 'Goggi' Hólm. Tot 1999 was Ágúst Ævar 'Gústi' Gunnarsson de drummer van de band. In 2013 werd bekend dat toetsenist Kjartan 'Kjarri' Sveinsson na 15 jaar stopt met Sigur Rós. In 2018 stopte drummer Orri Páll Dýrason na een beschuldiging van seksueel wangedrag.
De band bracht in 1997 hun debuut Von uit, een ambient/postrockalbum. Twee jaar later begon Sigur Rós zich alleen op postrock te richten en kwam de doorbraak met Ágætis byrjun dat ze bekendheid opleverde in Europa en de Verenigde Staten. In 2002 volgde het titelloze album ( ) en in 2005 Takk..., met de single Hoppípolla. In 2008 kwam Með suð í eyrum við spilum endalaust uit, waarbij ook folkrock en alternatieve rock te horen is. In 2007 werd een documentaire over de band en IJsland gemaakt, genaamd Heima. Na een pauze te hebben genomen om meer bij hun familie te kunnen zijn, kwam in 2012 het album Valtari en in 2013 Kveikur.
Sigur Rós staat bekend om de kopstem van Jónsi en de symfonische, melodische klanken, ook wel omschreven als 'intense droomrock'. De postrock van Sigur Rós wordt verder gekenmerkt door een rustige opbouw, uitmondend in een groots klinkende climax. Opvallend zijn Jónsi's gebruik van een cellostrijkstok op zijn gitaar en het verwerken van zijn eigen verzonnen klanken als taal, het 'Vonlenska'.

## Biografie

### 1994 - 1998: Oprichting enVon
In januari 1994 richtten Jón Þór Birgisson, Georg Hólm en Ágúst Ævar Gunnarsson de band Victory Rose op. Het trio kende elkaar van hun school in Reykjavík en vormde de band op de dag dat het zusje van Jónsi werd geboren. Dat zusje heette Sigurrós, wat werd vertaald als Victory Rose. Veel zaken in de band vonden min of meer per toeval plaats: Jónsi nam de vocalen op zich omdat de andere bandleden onvoldoende konden zingen. Daarnaast werd de strijkstok die hij gebruikt op zijn gitaar geïntroduceerd door Ágúst nadat hij het voorwerp voor zijn verjaardag kreeg. Het trio huurde een kleine studio in Reykjavík, waar ze het nummer Fljúgðu op namen. De bandleden stuurden de tape naar de lokale platenmaatschappij Bad Taste (in IJsland bekend als Smekkleysa), die zo onder de indruk was van het nummer dat de band er meteen een platencontract mee verdiende. Fljúgðu werd tevens het eerste nummer dat op een officiële plaat verscheen: in 1994 belandde het (nog steeds onder de naam Victory Rose) op het compilatiealbum Smekkleysa í hálfa öld.
Fljúgðu bevatte een IJslandse tekst en omdat de bandleden later ook in die taal wilden schrijven werd ervoor gekozen om een IJslandse bandnaam aan te houden. Victory Rose werd daardoor Sigur Rós. Met het platencontract op zak begon de band in 1994 aan de opnamen voor het debuutalbum. Deze vonden plaats in Mosfellsbær en namen in totaal drie jaar in beslag. Dit werd onder andere veroorzaakt doordat er weinig geld was voor het huren van de studio en dat de bandleden worstelden met de muziekstijl. Fljúgðu was een postrock/ambientnummer, maar tijdens de opnamen werd er ook geëxperimenteerd met muziek in de stijl van The Smashing Pumpkins. Dit werd niet voortgezet en de band keerde terug naar postrock. Andere redenen voor de vertraging waren dat Georg zijn opleiding tot filmmaker had en Jónsi in een andere band speelde (Bee Spiders).
Na afronding van het album verschenen de nummers in een compleet andere vorm dan dat ze voor de opnamen klonken. De bandleden overwogen om alle opnamen te schrappen en opnieuw te beginnen, maar daar zagen ze vanwege tijdgebrek van af. Het leren spelen van de nummers duurde ook een heel jaar. Het album kreeg de naam Von ('hoop') en werd in september 1997 uitgebracht. De stijl van de plaat was erg experimenteel en bevatte een ambientlaag. Von werd in het eerste jaar 313 maal verkocht en kreeg sporadische aandacht in de IJslandse pers: IJslands' meest prominente krant Morgunblaðið noemde het album "exceptioneel". Onder begeleiding van hun eerste manager (de baas van de plaatselijke platenzaak) speelde Sigur Rós hun eerste toer door IJsland, in buurthuizen en cafés. In 1998 begon toetsenist/gitarist Kjartan Sveinsson met het helpen van de band, waarna hij al snel aan de line-up werd toegevoegd.

### 1998 - 2001:Von brigðienÁgætis byrjun
Om de tijd tussen twee albums in voor fans te verkorten besloot Sigur Rós een remixalbum van Von uit te brengen. Von brigði ('teleurstelling') werd in augustus 1998 uitgebracht en bevatte bijdragen van múm, GusGus en Sigur Rós zelf. Het nummer Leit af lifi behaalde de eerste plaats in de IJslandse hitlijst en bleef er de hele zomer. In augustus begon Sigur Rós ook met het werk aan het tweede album. Voor de distributie kwam platenmaatschappij Skífan in beeld, maar na onderhandelingen bleef de band bij Bad Taste. Zij zorgden voor producer Ken Thomas, die de productie van het album ging regelen. In de herfst begon Sigur Rós een collaboratie met muzikant Steindór Andersen. Samen speelden ze onder andere op een openingsfeest van GusGus en maakten ze IJslandse rímur, een vorm van epische poëzie. Ondertussen gingen de opnamen van het album door. Deze vonden plaats in Stúdíó Núlist en Studíó Sýrland en moesten aanvankelijk voor de kerst afgerond zijn. Dit haalde de band echter niet; de productie ging door tot de zomer van 1999.
Kort na de opnamen besloot Ágúst de band te verlaten om grafisch ontwerp te studeren. Zijn laatste optreden was tijdens het openingsconcert van het tweede album Ágætis byrjun (een goede start) in het Icelandic Opera House. Het album werd in juni 1999 in IJsland uitgebracht en kende twee singles: Svefn-g-englar en Ný batterí. Het album, dat de koppositie in de IJslandse hitlijst haalde, kreeg wereldwijd lovende kritieken: Pitchfork Media noemde Sigur Rós "de eerste vitale band van de 21e eeuw". Ágætis byrjun kreeg ook enkele onderscheidingen: het album werd in 2001 de winnaar van de Amerikaanse Shortlist Music Prize en werd in IJsland uitgeroepen tot ’s lands beste album aller tijden. De Engelse platenmaatschappij Fat Cat kreeg interesse in de band doordat ze een tip kregen van Bad Taste en sloot een contract met de band af qua distributie in het Verenigd Koninkrijk. Svefn-g-englar verscheen in september 1999 als de eerste uitgave en kreeg bekendheid doordat NME het nummer 'single van de week' noemde en dat "de muziek zo prachtig en oprecht is, dat je je een onwelkome gast voelt". In augustus 2000 volgde in het Verenigd Koninkrijk de uitgave van Ágætis byrjun.

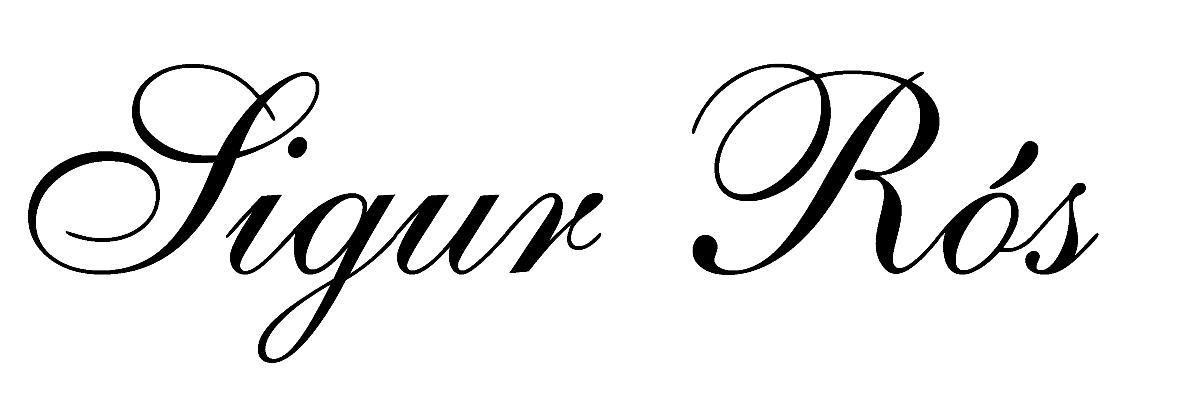
Het Sigur Rós-logo dat gebruikt werd voor de uitgave van Ágætis byrjun

Na het concert in het Icelandic Opera House in juni 1999 werd een pauze van één maand gehouden. De band had drummer Orri Páll Dýrason gevonden als vervanger van Ágúst en konden zo aan elkaar wennen. Ten tijde van Ágúst's vertrek speelde Orri in een andere band die een repetitieruimte deelde met Sigur Rós, waardoor hij in contact kwam met de bandleden. Met Orri als drummer begon Sigur Rós in juli aan een IJslandse toer door negen steden waarbij alleen nieuwe nummers werden gespeeld. De band ontwikkelde een gewoonte om tijdens concerten alleen nieuwe nummers te spelen, omdat ze verveeld raakten van de oude nummers. Ook begon strijkkwartet amiina met het begeleiden van Sigur Rós tijdens liveoptredens.
In januari 2000 speelde de band hun eerste optreden buiten IJsland in een achterkamer in het Londense Union Chapel. Drie maanden later was de band in Engeland het voorprogramma van Godspeed You! Black Emperor. Tegen het einde van het jaar verscheen Sigur Rós ook als voorprogramma van Radiohead tijdens hun Europese toer. Daarnaast kreeg Sigur Rós bekendheid in de Verenigde Staten, wat resulteerde in een jacht van verschillende Amerikaanse platenlabels op de rechten van de band. Sigur Rós koos voor MCA Records omdat zij de meeste vrijheid boden in het maken van muziek. De band behield wel haar eigen rechten: de muziek werd uitgebracht via Sigur Rós' eigen platenlabel Krúnk en de rechten werden geleased aan MCA.

### 2001 - 2003: Eigen studio en een naamloos album

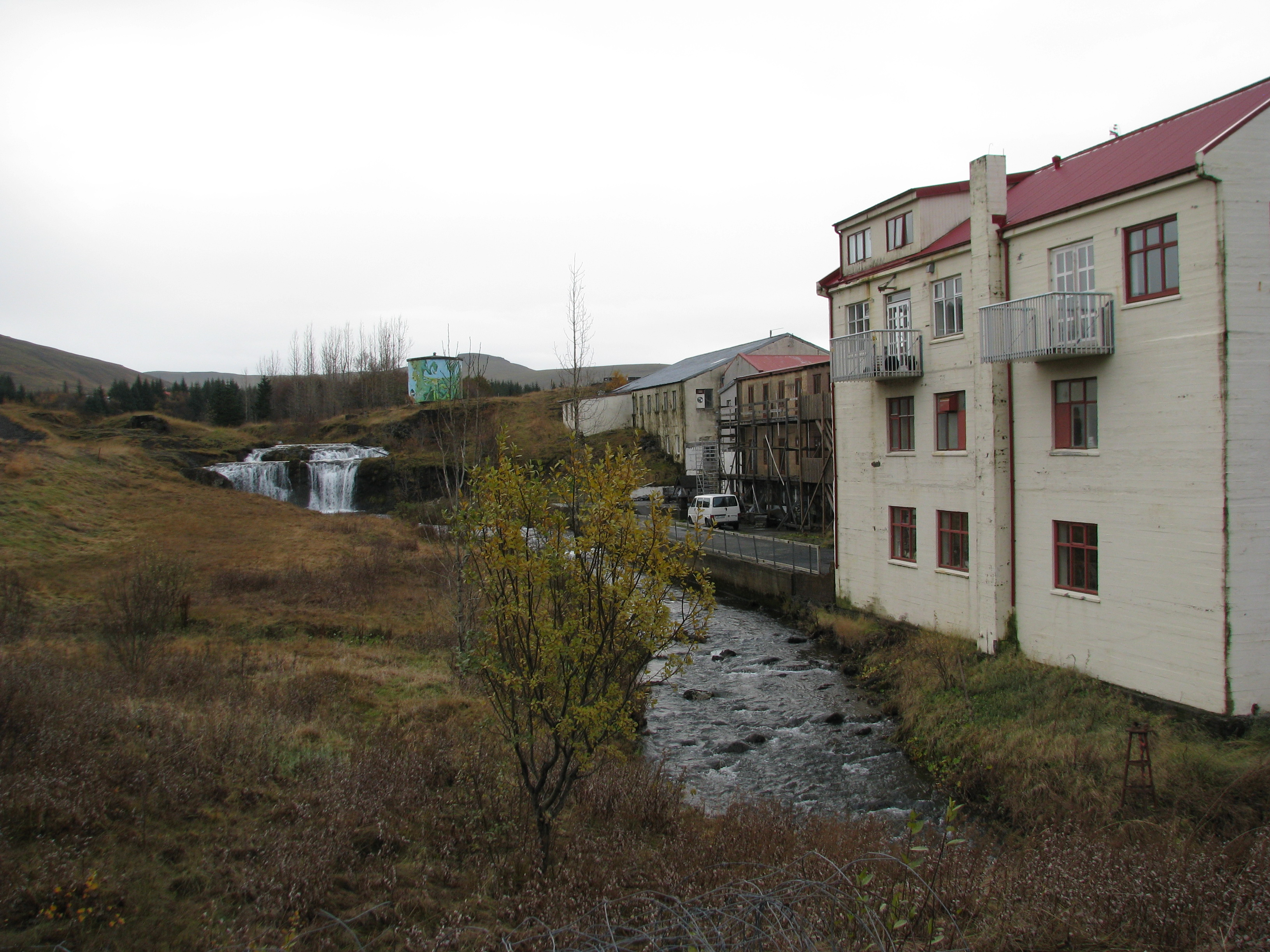
De Álafoss rivier, in Mosfellsbær, IJsland

Met het geld dat verdiend werd uit de platencontracten werd besloten een eigen studio op te zetten. Het verscheen op de locatie van een omgebouwd zwembad nabij de waterval van de rivier Álafoss in Mosfellsbær. De leden gaven de studio de naam 'sundlaugin' ('het zwembad'). Na afronding van het gebouw begon het werk aan het derde album. Tussendoor begon de band in april 2001 een Amerikaanse, Europese en Japanse toer. Ook werd de band uitgenodigd voor een optreden in de David Letterman-show (die geweigerd werd nadat de organisatie vier minuten speeltijd aanbood) en verscheen het bij Craig Kilborn. Tussen de optredens door werd doorgewerkt aan nieuwe nummers, die vaak tijdens concerten meteen uitgeprobeerd werden. Na de toer konden de opnamen beginnen in Álafoss. Alhoewel het plan was om het album in juni 2002 klaar te hebben ging het werk door tot na de zomer, waardoor er enkele Europese festivaloptredens geannuleerd moesten worden.
In 2001 begon de band een nieuwe collaboratie met Steindór Andersen. Er werden in de nieuwe studio zes rímur-nummers opgenomen, waarvan drie met een contributie van Sigur Rós. De nummers verschenen op de ep Rímur, dat duizend maal gedrukt werd en tijdens concerten in 2001 verkocht werd. Een jaar later werkte de band behalve met het werk aan een nieuw album ook aan een muzikaal stuk, dat het gedicht Hrafnagaldr Óðins moest begeleiden. Het stuk kreeg de titel 'Odin's Raven Magic' en werd gedebuteerd 24 mei in Reykjavik. Een ander project in 2002 was de soundtrack voor Hlemmur, een IJslandse documentaire. Het gelijknamige album bevatte elektronische muziek en geen vocalen. Hlemmur werd eerst tijdens concerten verkocht; in 2007 kwam het officieel op de markt.

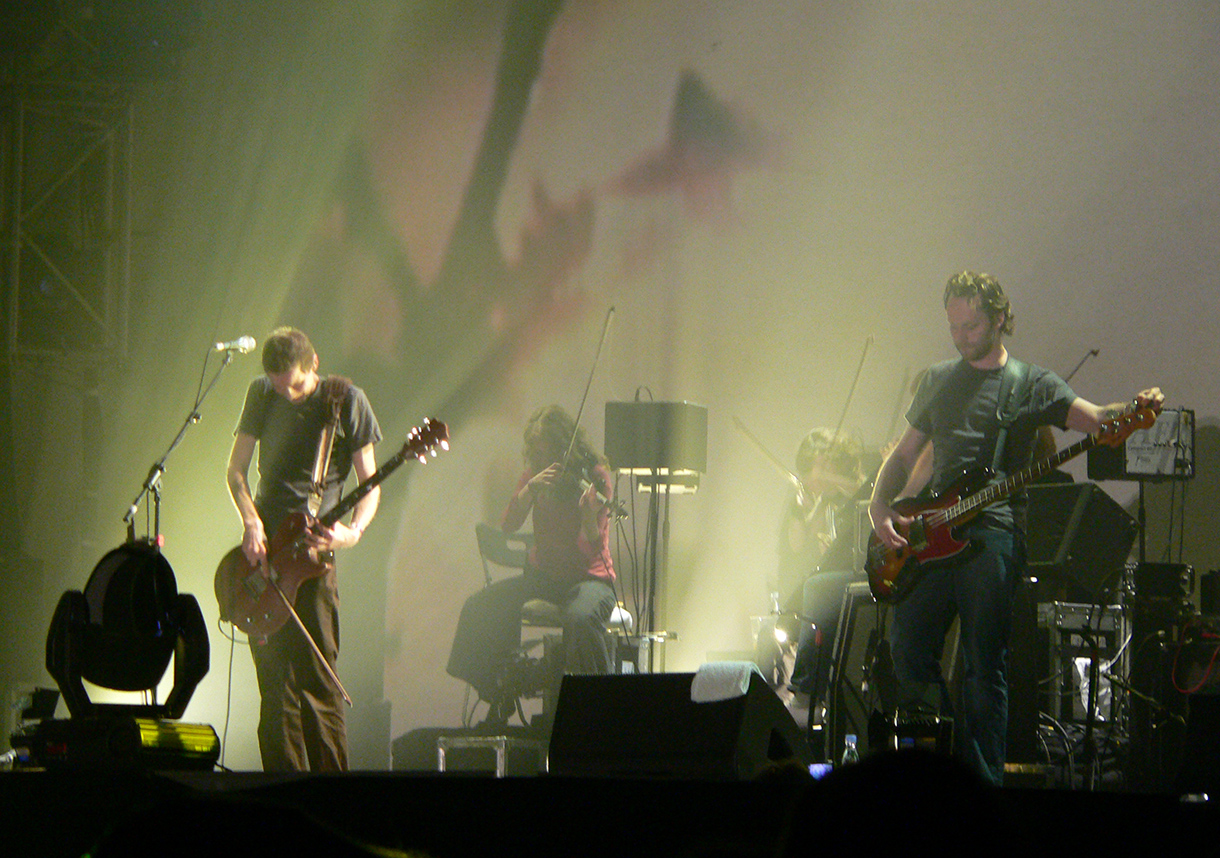
Jón Þór Birgisson en Georg Hólm in 2006 op het Roskilde Festival, met strijkkwartet amiina op de achtergrond

In de zomer was het album gereed en de uitgave volgde op 28 oktober. Het album had een onuitspreekbare titel, bestaande uit twee haakjes. De nummers op ( ) hadden officieel ook geen naam. Ter referentie (ook voor de band zelf) werden er wel werktitels vrijgegeven. Het album klonk in vergelijking met Ágætis byrjun donkerder, rauwer en minder toegankelijk. Jónsi over het gebrek aan naamgeving: "Het is aardig dat er geen titels bekend zijn; het is alleen de muziek." Hij benadrukte dat luisteraars hun eigen interpretatie aan de nummers en de zang konden geven. Het gehele album werd door Jónsi gezongen in het 'Vonlenska' ('Hooplands'), betekenisloze klanken die een soort eigen taal vormen.
( ) werd positief ontvangen in de media, maar het werd niet beter beoordeeld dan Ágætis byrjun. Het album behaalde in de Verenigde Staten de 52e plaats in de Billboard 200. ( ) had één single: Untitled #1 ("Vaka"), met een video geregisseerd door Floria Sigismondi. Deze clip won de prijs van Best Video bij de MTV Europe Music Awards in 2003. Dat jaar begon Sigur Rós ook met een Europese en Amerikaanse toer waarbij onder andere in het Londense Hammersmith Apollo werd gespeeld.

### 2003 - 2006:Takk...en overige projecten
Sigur Rós begon in augustus 2003 met het werk aan een nieuw album, maar tussendoor kende de band enkele andere projecten. In oktober 2003 nam de band een score op voor de film The Loch Ness Kelpie van regisseur Iain Gardner. Ook begon begon Sigur Rós een collaboratie met Radiohead waarin de bands muziek schreven voor het dansstuk 'Split Sides' van choreograaf Merce Cunningham. Op 14 oktober verschenen Cunningham, Radiohead en Sigur Rós samen in het Brooklyn Academy of Music om het stuk (geïmproviseerd) ten gehore te brengen. Het project werd daarna zonder Radiohead in meerdere landen gespeeld. Sigur Rós’ contributie werd in maart 2004 uitgebracht onder de naam Ba Ba Ti Ki Di Do. In april 2004 speelden Kjartan, Orri en Maria Huld Markan Sigfúsdóttir van amiina samen onder de naam The Lonesome Traveller. Zij gaven een eenmalig concert in IJsland, waarbij Sigur Rós-nummers akoestisch werden gespeeld. Dat jaar werkten Jónsi, Kjartan en Orri op meerdere nummers mee aan het album In A Safe Place van The Album Leaf. In september werden er wederom optredens met Steindór Andersen van Odin's Raven Magic gehouden. Ze verschenen tweemaal in Parijs en eenmaal in Reykjavik.
Waar bij vorige albums vele nummers live al gespeeld en geperfectioneerd werden, waren er nu maar twee nummers eerder live gespeeld: Mílano en Gong. Het werk, dat volledig plaatsvond in Álafoss en wederom begeleid werd door Ken Thomas, duurde voort tot december 2004, toen alle nummers geschreven waren. Er werd tevens besloten om de zang weer in het IJslands te doen. Hierna begonnen de opnamen, die in juni werden afgerond. De productie van het album werd door de bandleden positiever ervaren dan bij ( ), waardoor de nummers ook een vrolijkere klank kregen. Jónsi noemde het album een "meer positief album met iets meer hoop erin". Orri: "Ik denk dat je in de muziek ons humeur van toen kunt horen. We waren nogal beduusd van The Brackets Album. Het leven was raar, veel dingen waren aan het veranderen en we verloren onze roots. En het vele toeren. Nu voelen we ons zekerder, nu we gewend aan alles zijn. We zijn gelukkig."
Op 8 juli keerde de band voor het eerst in twee jaar terug op het podium met een concert in Glasgow. In september volgde de uitgave van het vierde album, genaamd Takk... (dank). Het album behaalde de 16e plaats in de Britse Album Chart en de 26e plaats in de Billboard 200. Er werden drie singles uitgebracht: Glósóli, Sæglópur en Hoppípolla (die tweemaal werd uitgebracht). Op de Icelandic Music Awards in 2006 ontving Takk... de prijzen voor 'best album deisign', 'best alternative act' en 'best rock album'. In de zomer van 2005 speelde de band een concertreeks in Europa, Japan, Australië en Noord-Amerika. Het daaropvolgende jaar werden behalve eerdergenoemde landen ook Hongkong en Nieuw-Zeeland aangedaan. De toer eindigde in juli met een reeks concerten in IJsland.

### 2006 - 2009:HeimaenMeð suð í eyrum við spilum endalaust
De IJslandse concerten van 2006, die in de buitenlucht werden gehouden, werden gekozen voor een filmproject over de band en hun gevoel over het land. De concertregistraties werden behandeld door regisseur Dean DeBlois, die later ook natuurbeelden van IJsland en interviews met de bandleden toevoegde. De film kreeg de naam Heima ('thuis(land)') en werd op 27 september 2007 gedebuteerd op het Reykjavík International Film Festival. Later ging de film in meerdere landen in première. Bij enkele van deze vertoningen was Sigur Rós zelf aanwezig om een kleine set te spelen, zoals op het Filmfestival Gent. Orri over de film: "Het was goed dat we in ons thuisland filmden. Soms speelden we grote shows, en soms heel kleine. Het was geweldig."

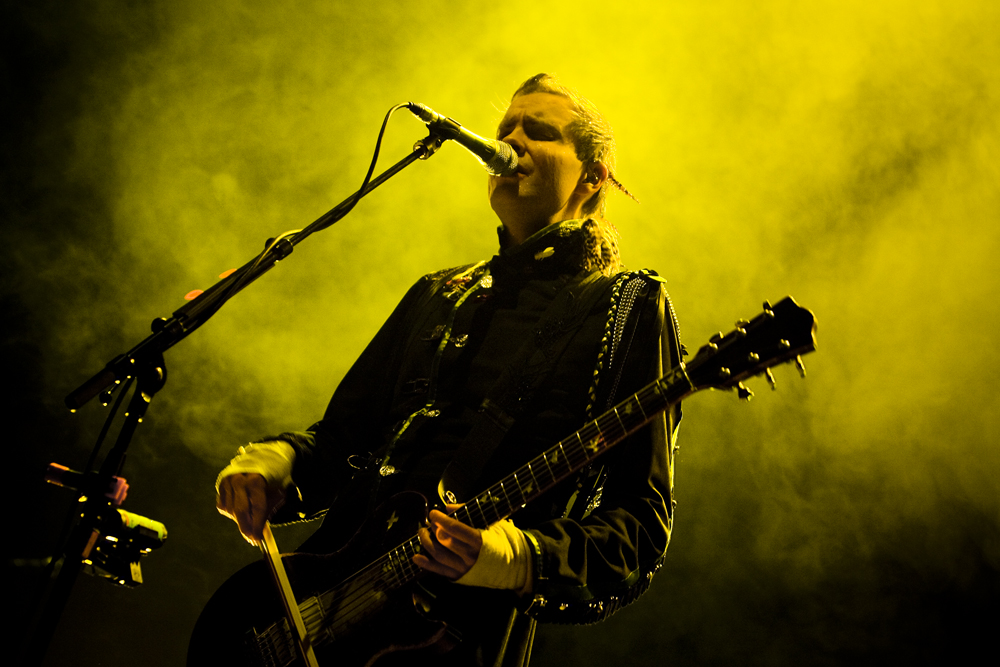
Jón Þór Birgisson tijdens een concert in Portugal in 2008

Op dezelfde dag als de uitgave van Heima werd ook het dubbelalbum Hvarf/Heim uitgebracht. Het album bevatte niet eerder uitgebrachte nummers en live akoestische versies van bestaande nummers. Enkele maanden eerder, in juni, bracht de band het boek In A Frozen Sea: A Year with Sigur Ros uit. Het boek bevatte foto's, interviews en een reportage over de IJslandse toer van 2006.
Begin 2007 begon de band te werken aan een nieuw album. Daarbij werden enkele nummers gebruikt die eerder werden geschreven, maar waren nooit afgerond. De bandleden kozen Mark Ellis (pseudoniem: Flood) als producer van het album. Jónsi: "Eerst waren het alleen wij vieren die alles zelf deden. Het werd raar toen Flood er was, want hij heeft zijn eigen werkwijze en wij hebben de onze. Hij is erg geconcentreerd en een harde werker. Hij werd een soort vaderfiguur". Werk aan het album ging nog het hele jaar door, tot in 2008. Pas in dat jaar werden de nummers die op het album zouden belanden geschreven opgenomen en gemixt, waarmee het album klaar was in april. Deze sessies vonden behalve in Reykjavik voor het eerst plaats in het buitenland: Londen (waar het nummer Ára bátur met een jongenskoor en een 67-delig orkest werd opgenomen), New York en Havana.
In mei werd de titel van het album bekendgemaakt: Með suð í eyrum við spilum endalaust ('Met een gezoem in onze oren spelen we eindeloos'). Het album zelf verscheen op op 23 juni 2008 en was met meer traditionele gitaren en folk-elementen toegankelijker dan zijn voorgangers. Er verscheen één single: Inní mér syngur vitleysingur. Daarnaast werd Gobbledigook uitgegeven als promo. In de eerste week behaalde het album de eerste plaats in de IJslandse Album Chart. Daarnaast haalde het de 15e plaats op de Billboard 200 en de vijfde plaats in het Verenigd Koninkrijk. In juni begon Sigur Rós een toer door Europa, Noord-Amerika, Japan en Australië, die in november in Reykjavík eindigde. Twee optredens die in oktober in Londen werden gehouden, werden opgenomen en geregisseerd door Vincent Morisset. Verwacht wordt dat dit concert wordt uitgebracht op dvd.
In mei 2009 begon Sigur Rós in Álafoss aan nieuw materiaal, dat volgens Orri "langzamer en meer ambient" klonk dan dat op de twee voorgaande albums. Na enkele weken werd het werk echter stopgezet. Omdat Jónsi ook bezig was met zijn solo-werk, werd er volgens de bandleden in 2010 geen nieuw werk verwacht.
Het nummer Festival is te horen aan het einde van de film 127 Hours van regisseur Danny Boyle.
Het nummer Ára Bátur werd gebruikt in de slotaflevering van de populaire televisieserie Bevergem rond het typetje Freddy de Vadder die in het najaar van 2015 op Canvas werd uitgezonden.

### 2009 - Heden:InnienValtari
Sinds 2008 is er enkele jaren weinig geweten en gehoord over Sigur Rós, en pas sinds 2012 kwam er weer leven in de band met het album Valtari dat uitkwam in 2012. De leden namen na de tour van Með suð í eyrum við spilum endalaust in 2008 enkele jaren de tijd om meer bij hun familie en kinderen te zijn. In de tussentijd bleef het niet geheel stil rond de groep. In 2011 lanceerden ze Inni, dat zowel een live-CD als een film bevat. Hoewel de film wordt gezien als een opvolger van Heima, laat de donkere grauwe sfeer van de video zich weinig met zijn voorganger vergelijken. De film is een opname van het laatste concert van hun tour in 2008 met het album Með suð í eyrum við spilum endalaust. In 2012 kwam Valtari uit, wat een nieuwe stap betekende voor Sigur Rós. De stijl van hun muziek werd met het nieuwe album dan niet volledig veranderd, maar er zijn wel degelijk verschillen. Even voor de aanvang van de wereldtournee van hun nieuwe album Valtari, liet de toetsenist Kjartan Sveinsson weten dat hij het na 15 jaar voor gezien houdt bij Sigur Rós, en graag iets anders zou willen doen. Sigur Rós gaat anno 2012 dus verder als een trio.

## Muzikale stijl
De muziek van Sigur Rós wordt omschreven als postrock. Een kenmerk van de muziek is de geleidelijke opbouw die soms aanwezig is: nummers beginnen langzaam en bouwen zich op tot een groots klinkende, emotionele climax, ook wel ‘intense droomrock’ genoemd. NME beweert dat de stijl van Sigur Rós vergelijkbaar is met de ‘atmosferische melancholisten’ als Mogwai, Tangerine Dream, Bark Psychosis, Talk Talk en My Bloody Valentine. Bovenal noemt NME de muziek “extatisch, romantisch, dramatisch en buitenaards”. Jónsi beschrijft zijn eigen muziek als "organisch... er zit iets heel natuurlijks in en we denken veel aan soundscapes als we muziek maken. Als je onze nummers geheel ontdoet van alles, blijven normale popnummers over. Het is de manier van produceren die voor het vlees op de botten zorgt, maar het is altijd moeilijk om onze eigen muziek te beschrijven." Het startpunt van nieuwe liederen is ook altijd akoestisch. De band gebruikt vooral traditionele rockinstrumenten, zoals gitaar, basgitaar en drums. Jónsi maakt vaak gebruik van zijn kopstem. Opvallend aan zijn gitaarspel is dat hij zijn elektrische gitaar bespeelt met de strijkstok van een cello. Minder gebruikelijke instrumenten die gebruikt zijn in de loop der tijd, zijn een celesta, het glockenspiel en een hammondorgel. Sigur Rós heeft vaak hulp gehad van het IJslandse strijkkwartet amiina. Zij begonnen in 1999 met de samenwerking en gingen met de band op toer voor het album ( ). Sindsdien heeft amiina Sigur Rós op elke toer vergezeld.
Dat Sigur Rós muzikaal beïnvloed is door het IJslandse landschap, wordt door de groep een 'saai cliché' genoemd. Toch speelt het land onderbewust een grote rol voor de bandleden, die de rust van het land verkiezen. Kjartan: "Het land raakt ons als personen echt; en ook muzikaal gezien. Het is een grote horizon en ik denk dat het ook goed voor je geest is. (...) Het maakt je nederig." De muzieksmaak van de bandleden is zeer verschillend; Jónsi’s favorieten zijn onder andere Black Sabbath en Iron Maiden. Georg noemt Flea van de Red Hot Chili Peppers als een van zijn invloeden. Wel delen alle leden een voorliefde voor Leonard Cohen. De bandleden waren in hun jeugd fans van metal. Jónsi noemde de groep voordat ze begonnen een stel jeugdige metalfans die "in aanraking met ambient kwamen nadat ze wat oude hippieplaten in hun ouders' kast vonden". Op zijn beurt heeft Sigur Rós weer andere artiesten beïnvloed: onder andere Radiohead, Coldplay en Metallica noemen de band als inspiratie.

### Vonlenska

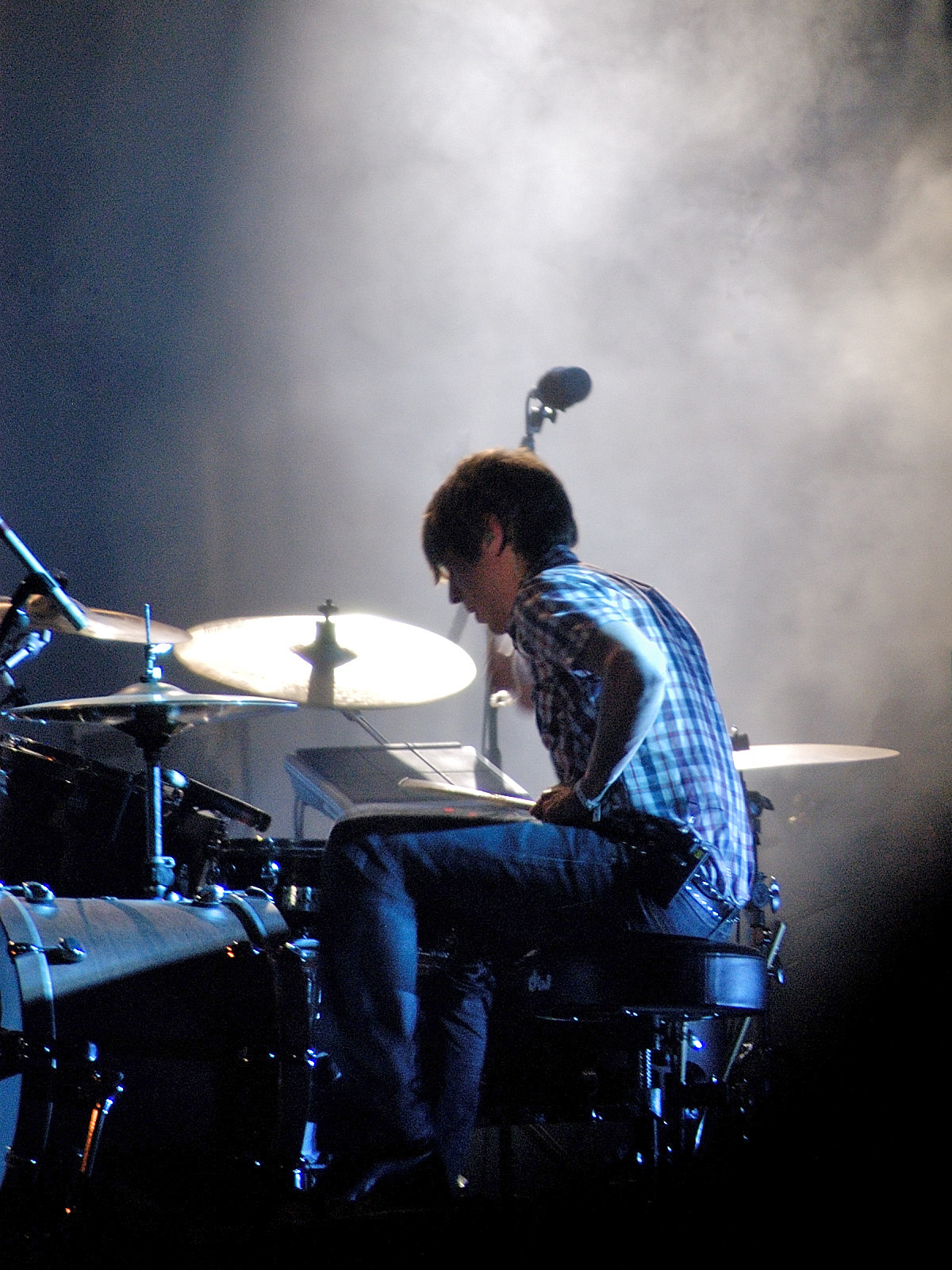
Orri Páll Dýrason op het Roskilde Festival in 2006

Sigur Rós gebruikt de zang veelal als een extra instrument in hun muziek. Daarbij wordt gebruikgemaakt van op IJslands lijkende onzinklanken, bijgenaamd Vonlenska ('hooplands'). Hij gebruikt de onverklaarbare klanken als de band de muziek voor een nummer heeft geschreven, maar er nog geen tekst aanwezig is. Vonlenska heeft verder geen kenmerken van een echte taal, zoals grammatica of vocabulaire, maar fungeert meer als extra instrument in de muziek. Het wordt opgebouwd door lettergrepen die samen nietszeggend zijn. De fonologie van de klanken is wel vergelijkbaar met die van het IJslands. Jónsi beweert dat "niemand behalve ikzelf Hooplands kan begrijpen".
Jónsi over het schrijven van teksten: "Ik denk dat als je teksten wil gebruiken, dat je dan iets te vertellen moet hebben. We hebben een soort haat-liefdeverhouding met teksten omdat de muziek zo natuurlijk voor ons vloeit. Als je teksten moet schrijven sluit je je helemaal af van de muziek. Gewoonlijk maken we een nummer door eerst wat nonsens te zingen. Dan luister ik ernaar en gewoonlijk komt er (luisterend naar al die onzin) een woord of onderwerp op. Die gebruik ik dan om er een volledige tekst om heen te schrijven."
De naam 'Vonlenska' is afgeleid van het eerste nummer waarop de taal te horen is; Von van het gelijknamige album. De band gebruikte de term voor het eerst als een grap, volgens Orri: "We noemden het een keer toen we aan het grappen waren in een interview: 'Vonlenska, huh-huh', en de journalist beweerde toen dat we onze eigen taal hadden gecreëerd. Jonsi gebruikt geen eigen taal; het is gewoon wat geneuzel waardoor hij zijn stem als instrument gebruikt. We noemden het alleen Vonlenska omdat het eerste nummer waarop we het gebruikten Von heette." Alle teksten op ( ) zijn in het Vonlenska gezongen. In het bijgeleverd boekje van het album zijn lege bladzijden aanwezig in plaats van de teksten van de nummers. Luisteraars kunnen hiermee hun eigen interpretatie van het Vonlenska noteren. Orri: "Het is alsof het album nog niet af is en dat de luisteraar zijn eigen pure expressie krijgt en het zelf afrondt. We zijn erg benieuwd hoe de mensen het interpreteren."

## Muziekvideo's
De muziekvideo's van Sigur Rós bevatten vaak cinematografische elementen. De bandleden hebben bij de meeste video's vaak een aandeel in de regie en creatie. Sigur Rós werkte het vaakst samen met het IJslandse duo Stefan Arni en Siggi Kinski; zij regisseerden de video's voor Viðrar vel til loftárása, Glósóli, Hoppípolla en Gobbledigook. Opvallend is dat de eerste drie video's rondom kinderen draaien. Zo gaat de video van Viðrar vel til loftárása over een jongen die met homoseksuele gevoelens worstelt, wat hem onmogelijk wordt gemaakt door zijn vader. Als hij merkt dat zijn teamgenoot bij het voetballen wederzijdse gevoelens heeft, komt dit tot uiting met een zoen na een doelpunt op het voetbalveld. De video voor Untitled #1 (a.k.a. "Vaka"), die om een groep kinderen in een dystopische wereld draait, werd geregisseerd door Floria Sigismondi. In 2003 won deze video de prijs voor Best Video bij de MTV Europe Video Awards. Ook werd de video voor Viðrar vel til loftárása genomineerd voor een Icelandic Music Award. Dat de onschuld en onwetendheid van kinderen een terugkerend thema is, is ook te zien in de video van Hoppípolla, waarin ouderen kwajongensstreken uithalen. Andere video's met dit thema zijn Svefn-g-englar, waarbij een theaterensemble met het syndroom van Down te zien is, en Gobbledigook, waarin een groep naturisten zich in een bos bevinden. Andere projecten waarbij film wordt gebruikt waren onder andere de documentaire Heima, die geprezen werd om de IJslandse natuurbeelden en intimiteit. In 2009 nam Sigur Rós deel aan de Take Away Shows van filmregisseur Vincent Moon. De band verscheen in een Parijse bistro en speelde het nummer Við spilum endalaust.

## Bezetting
- Jón Þór Birgisson (Jónsi): gitaar/zang (1994-heden)
- Georg Hólm (Goggi): basgitaar (1994-heden)
- Kjartan Sveinsson (Kjarri): (keyboards, 1998-2012, 2022-heden)

### Voormalige bandleden
- Ágúst Ævar Gunnarsson (drums, 1994-1999)[63][64]
- Orri Páll Dýrason (drums, 1999-2018)

## Discografie

### Albums
| Album met eventuele hitnotering(en) in de Nederlandse Album Top 100 | Datum van verschijnen | Datum van binnenkomst | Hoogste positie | Aantal weken | Opmerkingen   |
| ------------------------------------------------------------------- | --------------------- | --------------------- | --------------- | ------------ | ------------- |
| Von                                                                 | 1 september 1997      | -                     | -               | -            |               |
| Von brigði                                                          | 1998                  | -                     | -               | -            | Remixalbum    |
| Ágætis byrjun                                                       | 4 september 2000      | -                     | -               | -            |               |
| ( )                                                                 | 27 januari 2003       | 9 november 2002       | 59              | 4            |               |
| Takk...                                                             | 11 september 2005     | 17 september 2005     | 44              | 3            |               |
| Hvarf-Heim                                                          | 2 november 2007       | 10 november 2007      | 92              | 2            | Verzamelalbum |
| Með suð í eyrum við spilum endalaust                                | 20 juni 2008          | 28 juni 2008          | 21              | 13           |               |
| Inní                                                                | 4 november 2011       | 12 november 2011      | 41              | 2            | Livealbum     |
| Valtari                                                             | 25 mei 2012           | 2 juni 2012           | 18              | 4            |               |
| Kveikur                                                             | 14 juni 2013          | 22 juni 2013          | 20              | 5            |               |
| Variations in darkness                                              | 9 augustus 2019       |                       |                 |              |               |
| Átta                                                                | 16 juni 2023          | -                     | -               | -            |               |

### Singles
| Single met hitnotering(en) in de Vlaamse Ultratop 50 | Datum van verschijnen | Datum van binnenkomst | Hoogste positie | Aantal weken | Opmerkingen |
| ---------------------------------------------------- | --------------------- | --------------------- | --------------- | ------------ | ----------- |
| Gobbledigook                                         | 27 mei 2008           | 26 juli 2008          | tip19           | -            |             |
| Við spilum endalaust                                 | 2008                  | 16 augustus 2008      | tip4            | -            |             |
| Inní mér syngur vitleysingur                         | 8 september 2008      | 1 november 2008       | tip16           | -            |             |
| Varúð                                                | 21 mei 2012           | 2 juni 2012           | tip82           | -            |             |
| Ísjaki                                               | 2013                  | 6 juli 2013           | tip71*          |              |             |

### Dvd's
| Dvd's met hitnoteringen in de Nederlandse Music Top 30 | Datum van verschijnen | Datum van binnenkomst | Hoogste positie | Aantal weken | Opmerkingen |
| ------------------------------------------------------ | --------------------- | --------------------- | --------------- | ------------ | ----------- |
| Heima                                                  | 2007                  | 17 november 2007      | 13              | 4            |             |
| Valtari Film Experiment                                | 2013                  | 2 maart 2013          | 25              | 3            |             |

## Prijzen
| Jaar | Prijs                   | Categorie           | Album/single       |
| ---- | ----------------------- | ------------------- | ------------------ |
| 2001 | Shortlist Music Prize   | -                   | Ágætis byrjun      |
| 2003 | MTV Europe Video Awards | Best Video          | Untitled #1 (Vaka) |
| 2007 | Q Awards                | Innovation in Sound | [ 66 ]             |